# 绰阔语
绰阔语(自称：dzu21 kʰʊ33)或牛尾巴夫拉语是中国夫拉族说的一种彝语。在越南被称为Chökö (Tśökö)(Pelkey 2011)。